# زبلين

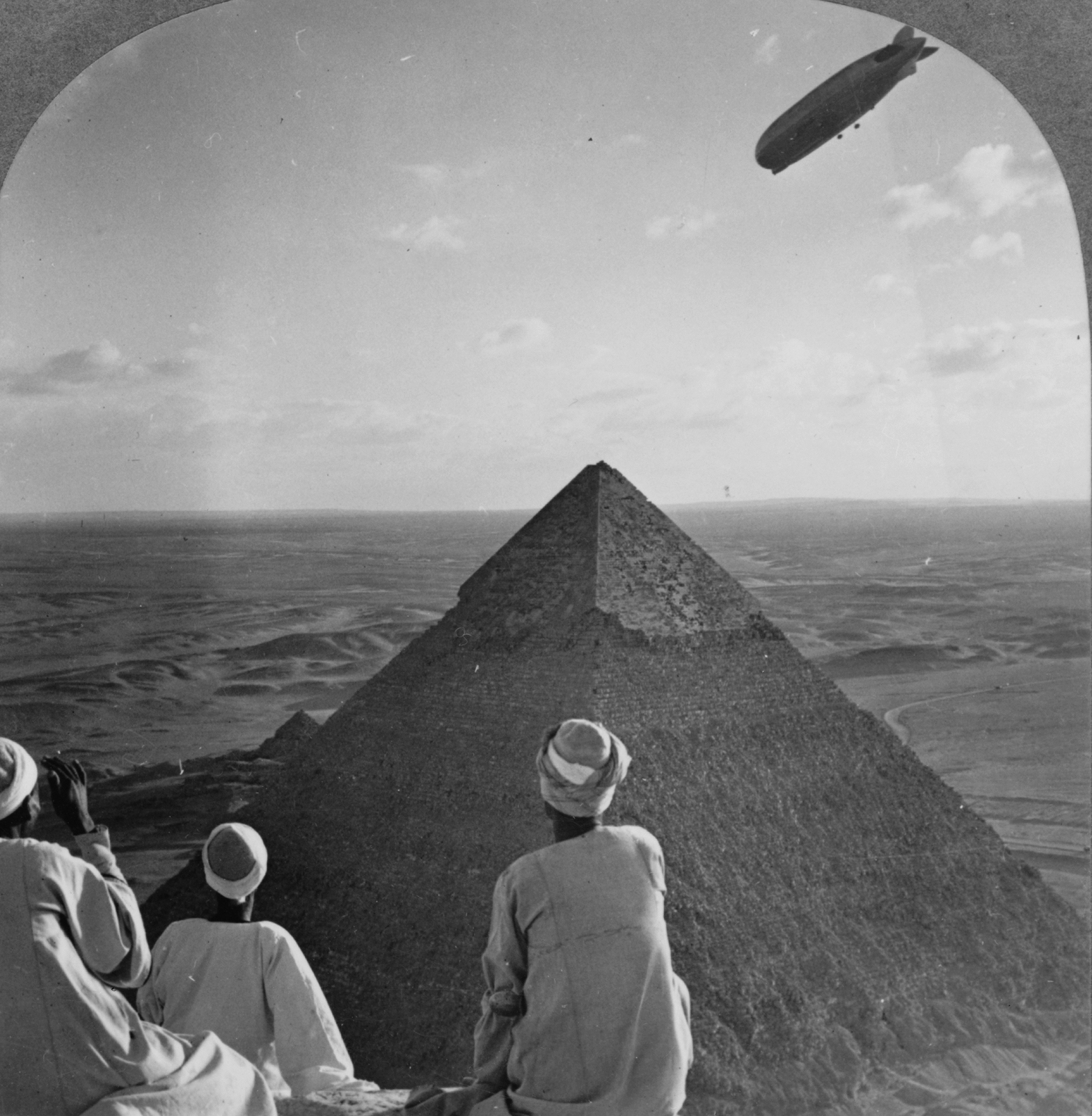
زبلين عند أهرامات الجيزة

طائرة زبلين أو منطاد زبلين (Zeppelin) هو منطاد هوائي ألماني كان يستخدم في الحرب العالمية الأولى بصفتهِ قناص وأداة استطلاع، أطلق اسم «زيبلن» على المنطاد نسبة إلى اسم أحد مصمميه، الذي يدعى «فرديناند فون زيبلن»، حيث صنع أول منطاد هوائي عملاق في بداية القرن العشرين. وباندلاع الحرب العالمية الأولى، ضم المنطاد إلى الخدمة في أسرع وقت، وكانت أول غارة لهُ بالقنابل على مدينة لندن في ليلة 31 مايو عام 1915م. قام بهذه الغارة منطاد واحد ثم تبعه حوالي ستة عشر منطادا قاموا بباقي الغارات في تلك الليلة.
طائرة زبلين هي نوع من السفن الهوائية الجامدة، كان رائدها الكونت الألماني فرديناند فون زبلين في أوائل القرن العشرين. كانت زبلين مبنية على تصاميم أوجزها في عام 1874 وفصلها في عام 1893. راجعت مخططاته لجنة في عام 1894، وحصل على براءة الاختراع من الولايات المتحدة يوم 14 مارس 1899. نظرا للنجاح المتميز لتصميم منطاد زبلين، صار مصطلح زبلين يستخدم عفويا للإشارة إلى جميع السفن الهوائية الجامدة. إن شركة ديلاغ لمناطيد زبلين هي أول شركة طيران تجارية تقوم برحلات مجدولة قبل الحرب العالمية الأولى. أما بعد اندلاع الحرب، استخدم الجيش الألماني مناطيد زبلين على نطاق أوسع وهو في قذف القنابل والاستطلاع.
قل استخدامها في العصر الحديث كانت تستخدم للاطلاع والتجسس. حاولت شركة مساهمة ألمانية بناء مناطيد هوائية حديثة ليكون غرضها حمل ونقل أثقال كبيرة، ولكنها لم تجد سوقا وفشلت.

## صور تاريخية

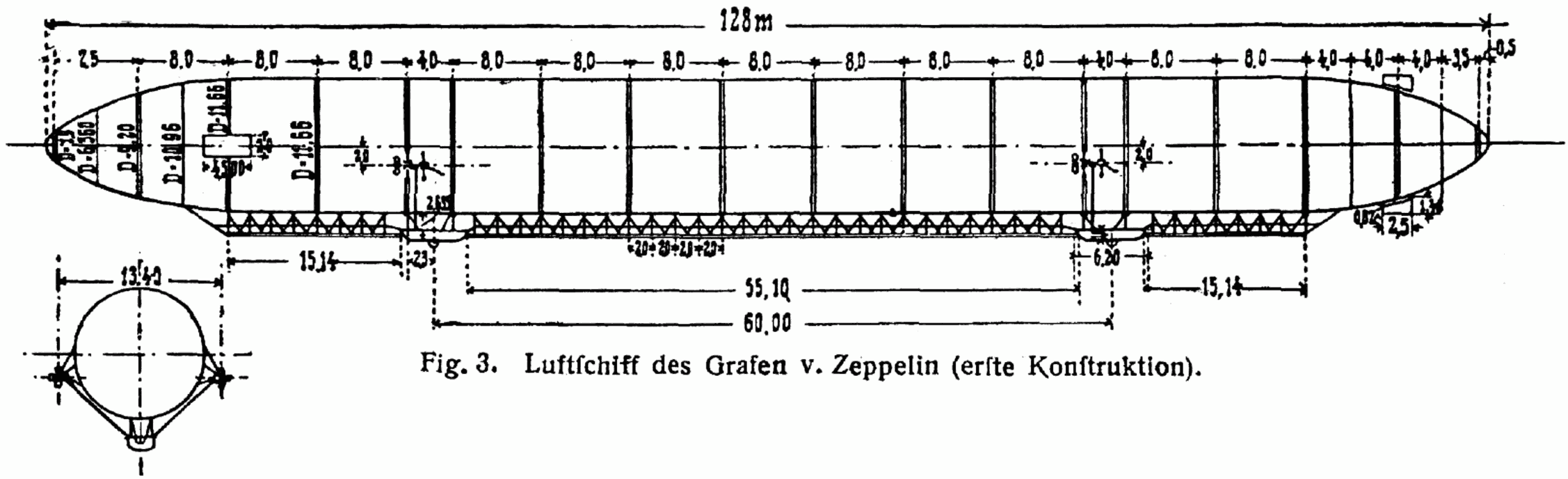
رسم تقني لتصميم زبلن LZ 1
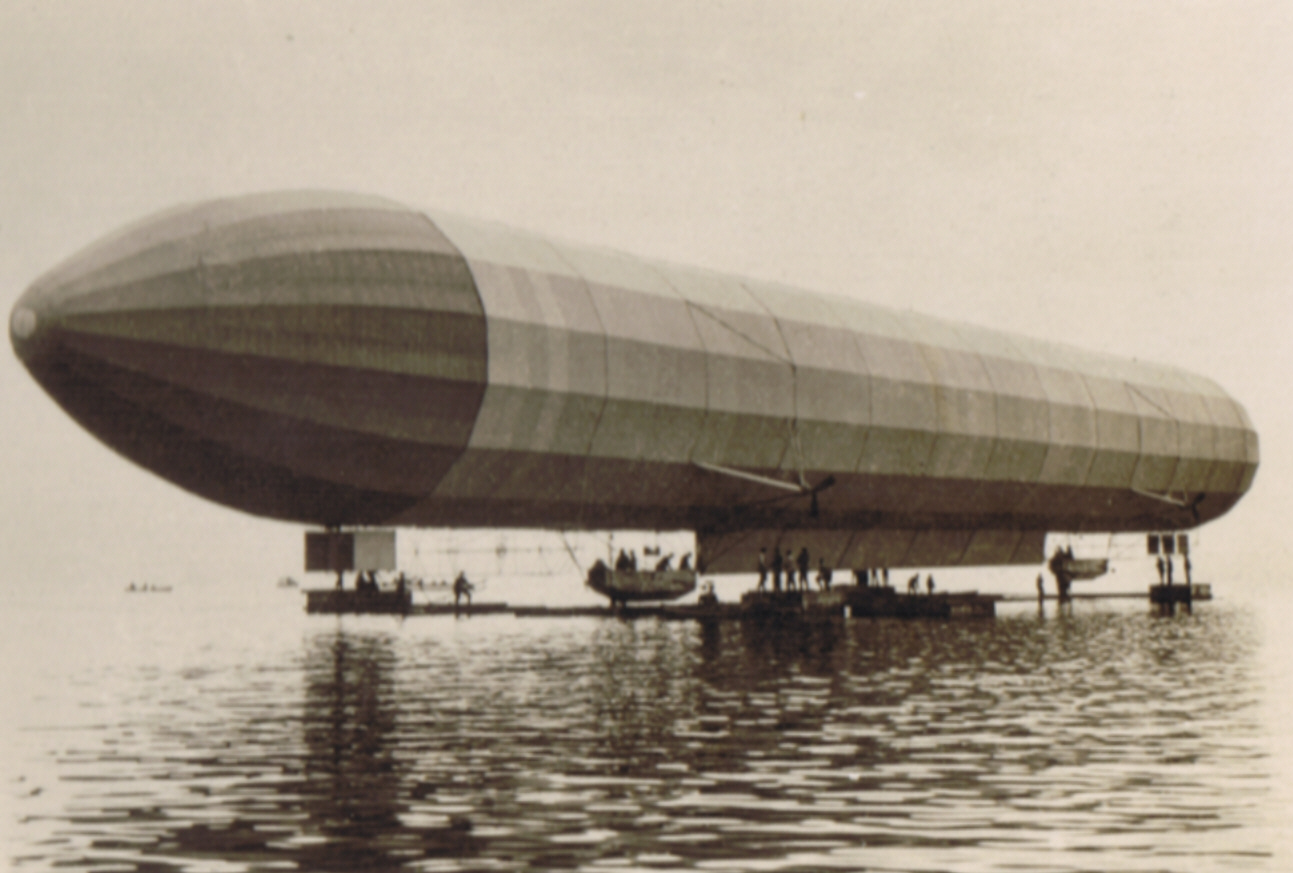
منطاد زبلن LZ 2 في عام 1905
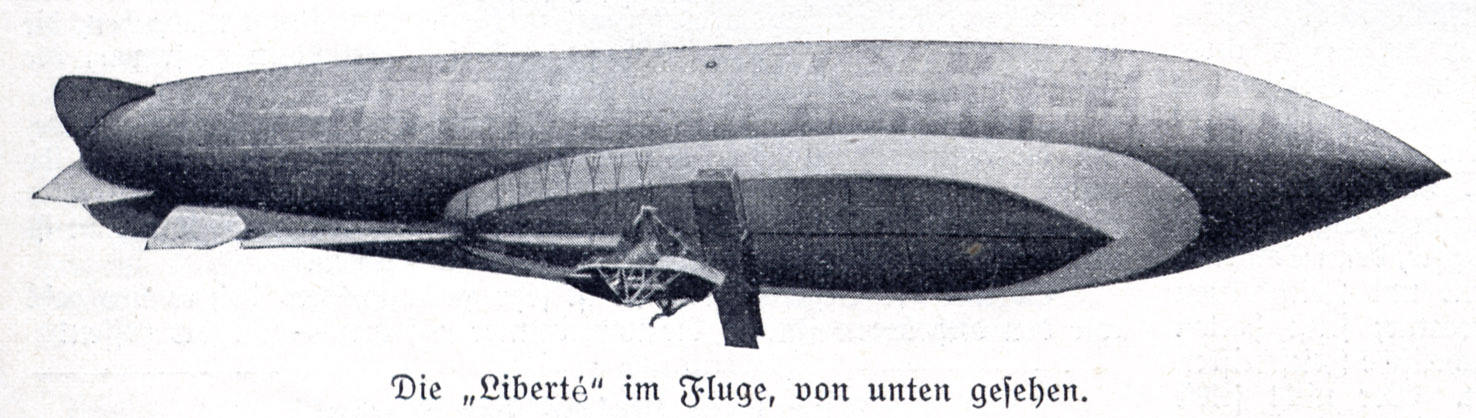
منطاد فرنسي منافس : "ليبودي ليبرتي" من عام 1909
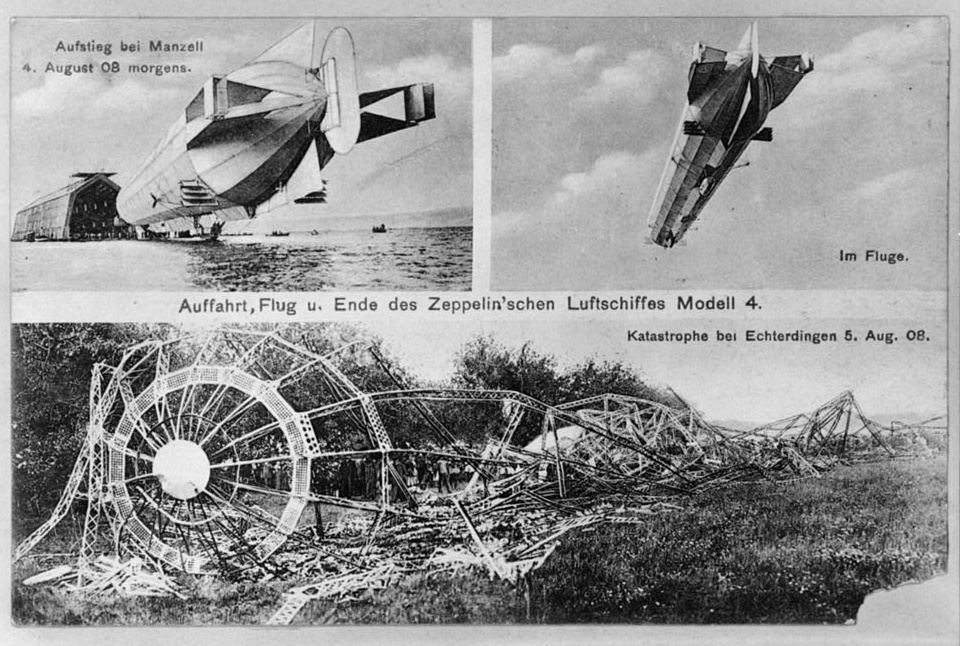
زبلن LZ 4 عند الإقلاع, والطيران ثم الانهيار في إشتردنغن 1908
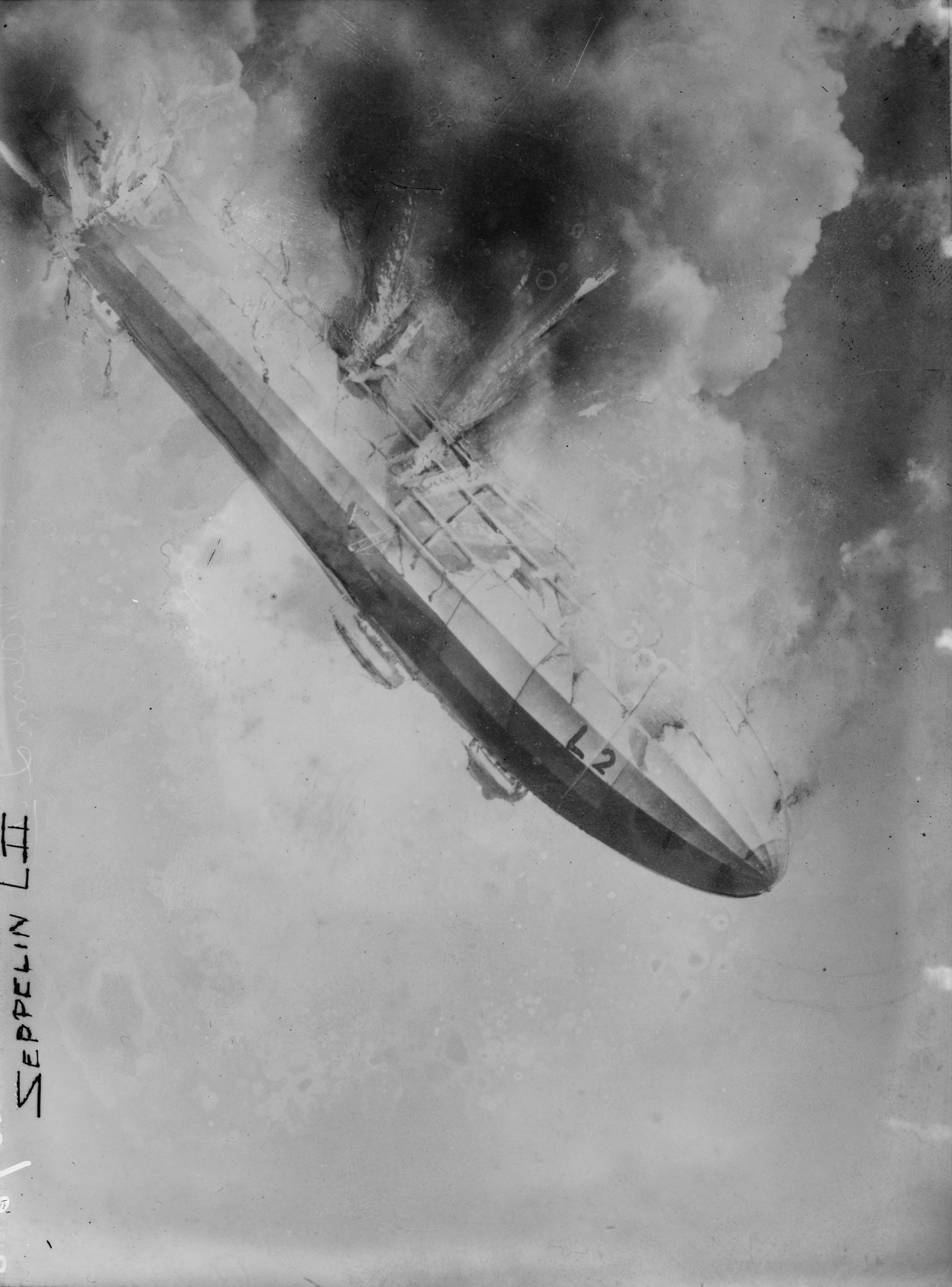
تحطم LZ 18 في عام 1913
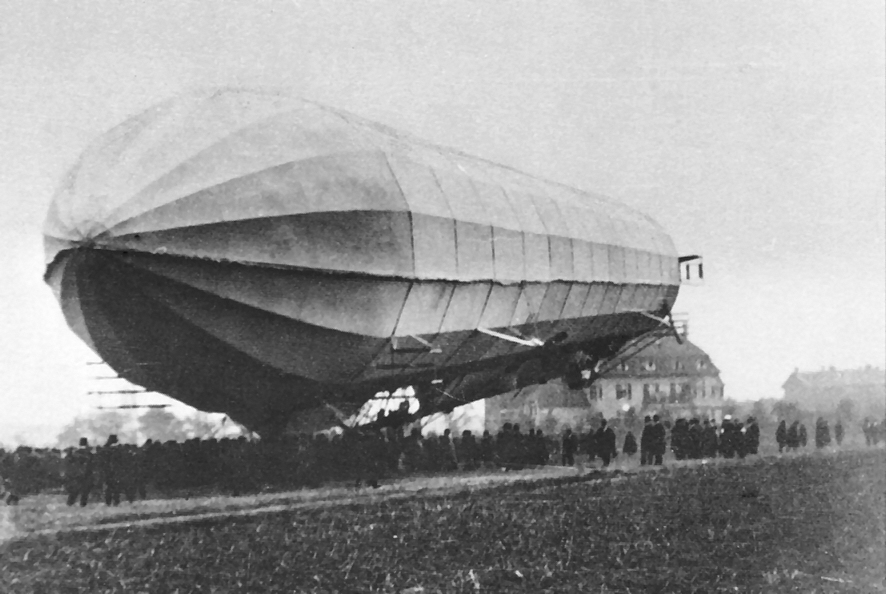
Zeppelin LZ 6 يهبط في إسن (ألمانيا) في عام 1909.
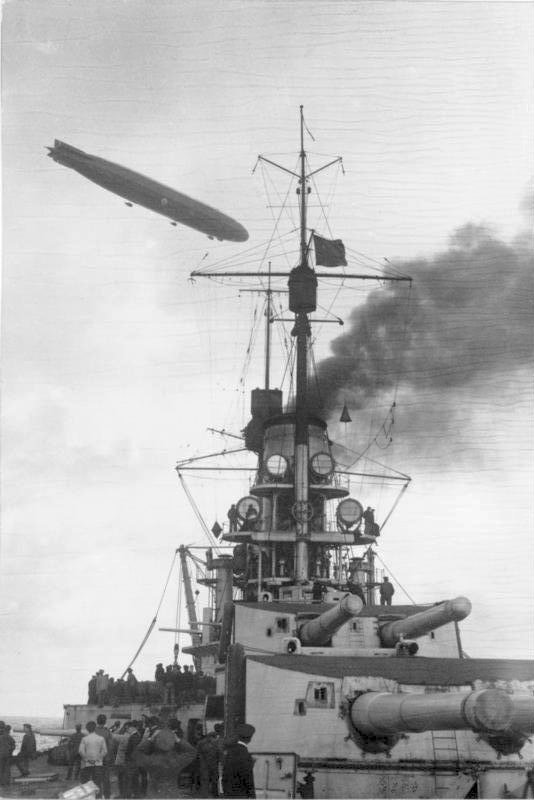
استخدام زبلن في الحرب العالمية الأولى 1917
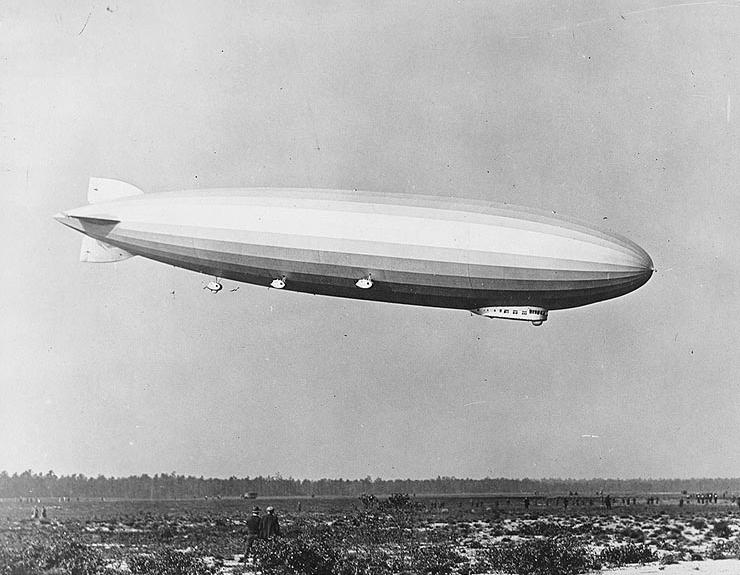
هبوط زبلن LZ 126 في ليكهيرست
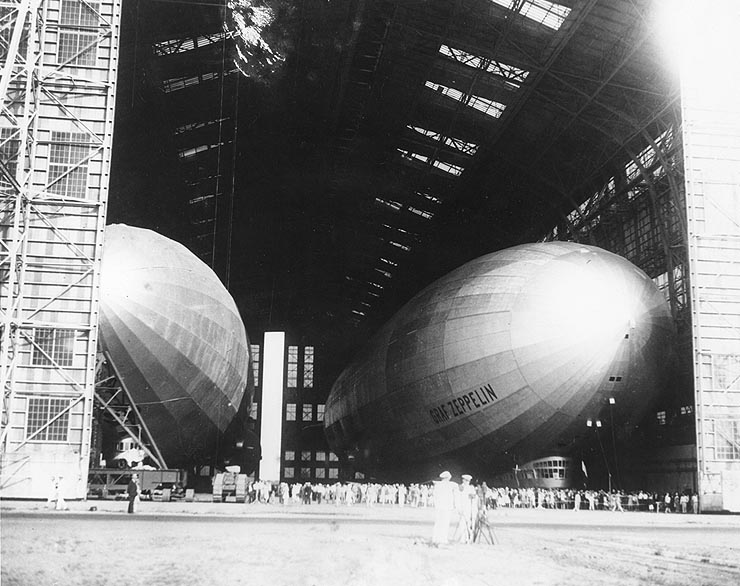
زبلنLZ 126 و LZ 127 في هانجر (حظيرة) ليكهيرست
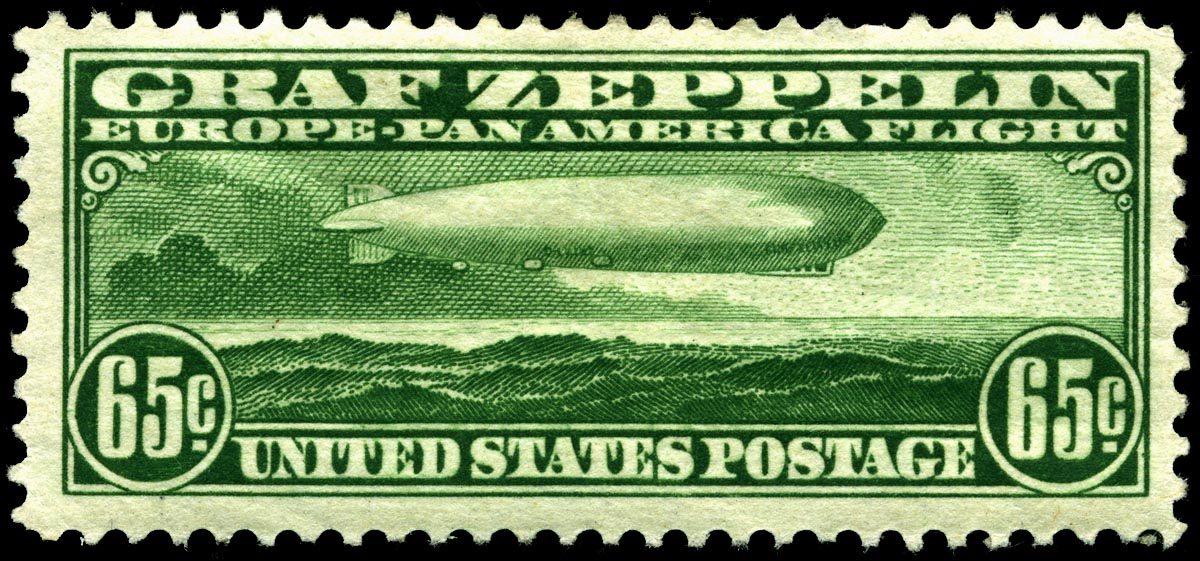
منطاد زبلن على طابع بريد تذكاري
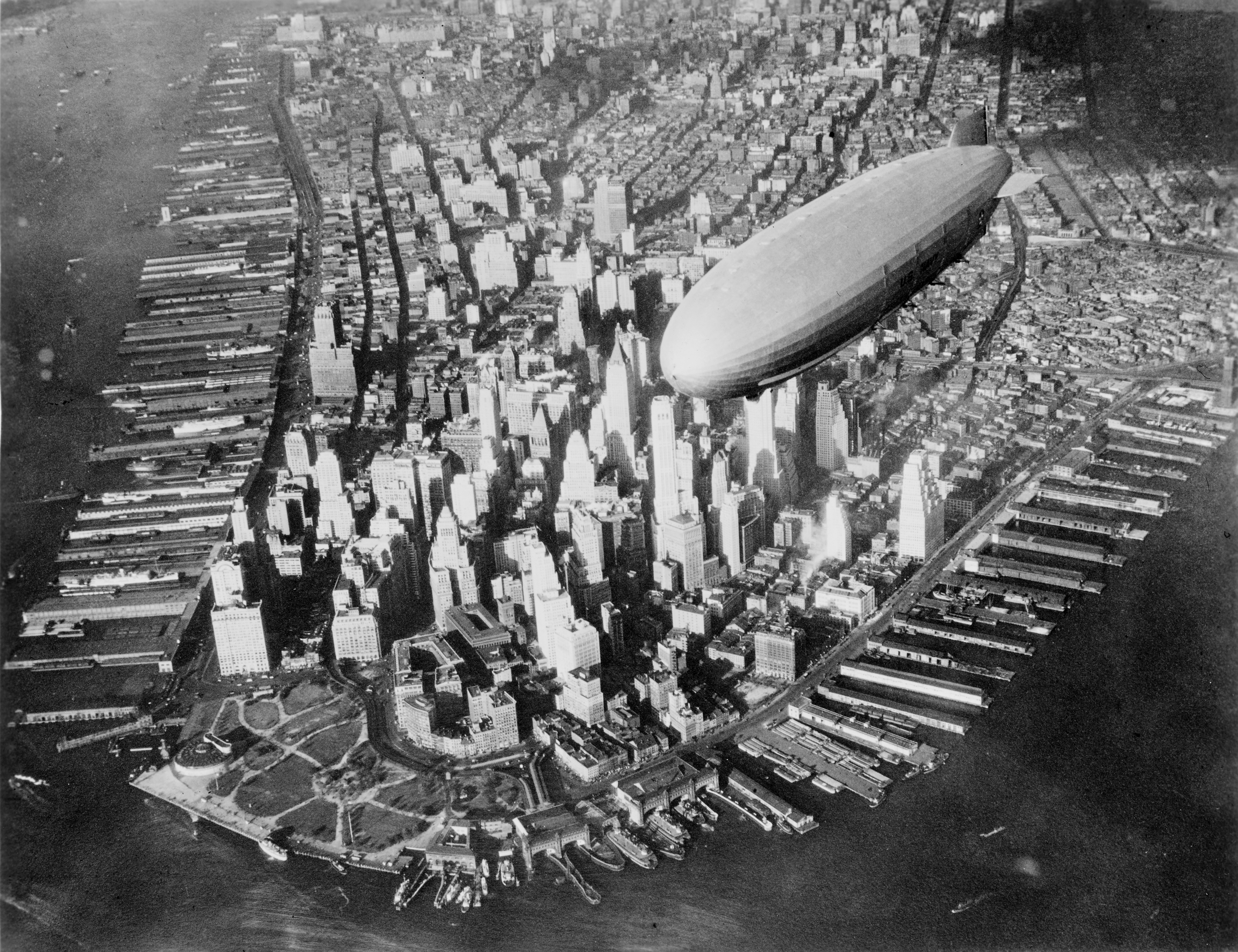
منطاد امريكي Akron (ZRS-4) فوق مانهاتن (1931–1933)
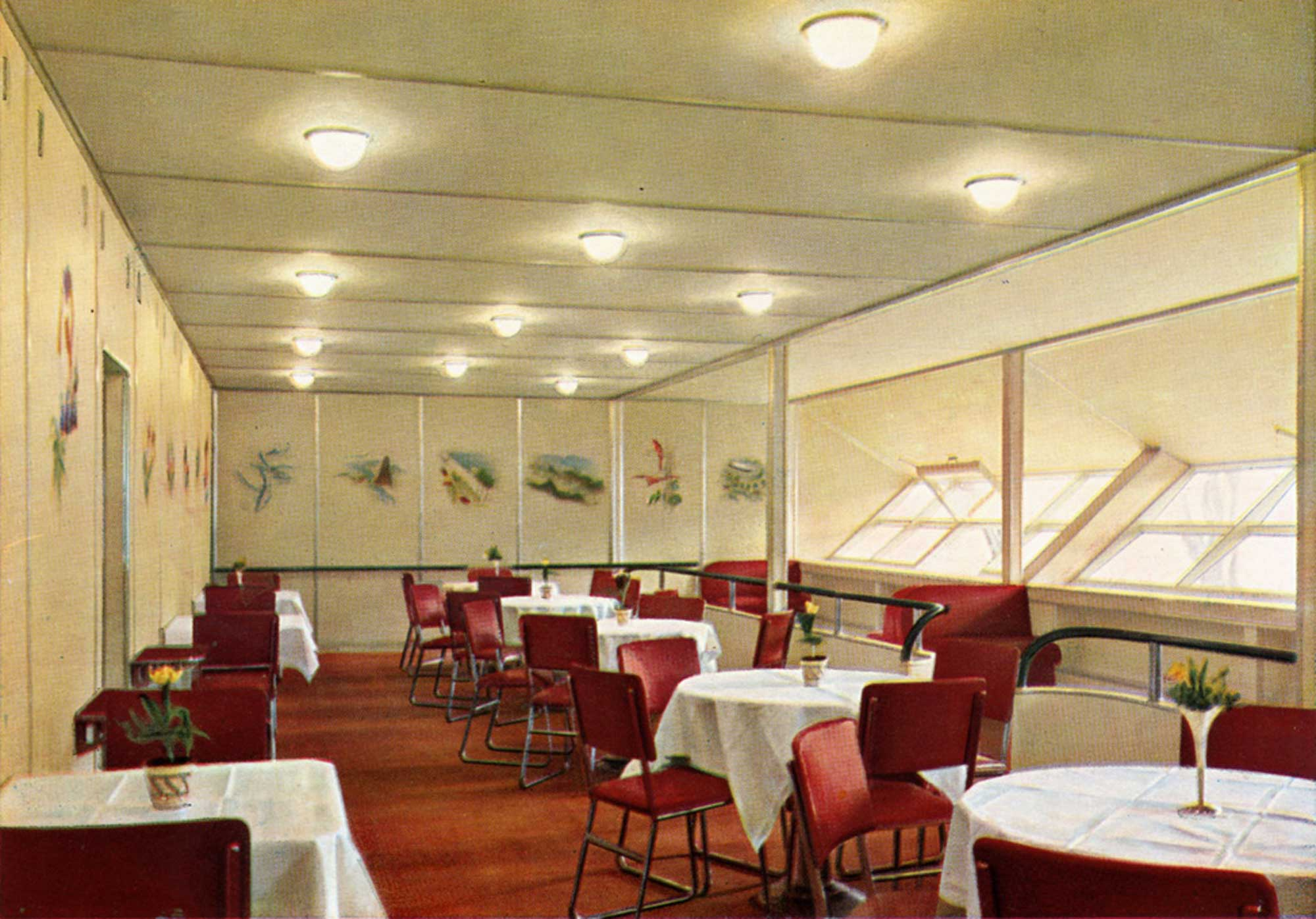
صالون الطعام على منطاد هيندنبورغ
- فيلم وثائقي عن تحطم منطاد هندنبورغ فوق نيويورك 1937
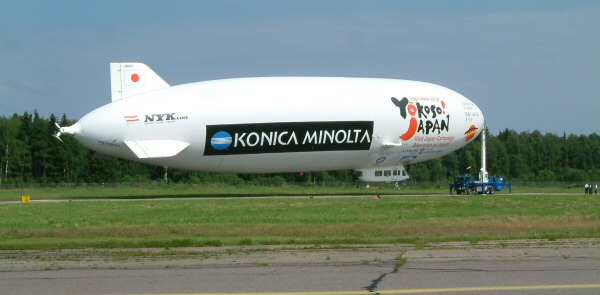
منطاد زبلن NT تم بيعه لليابان
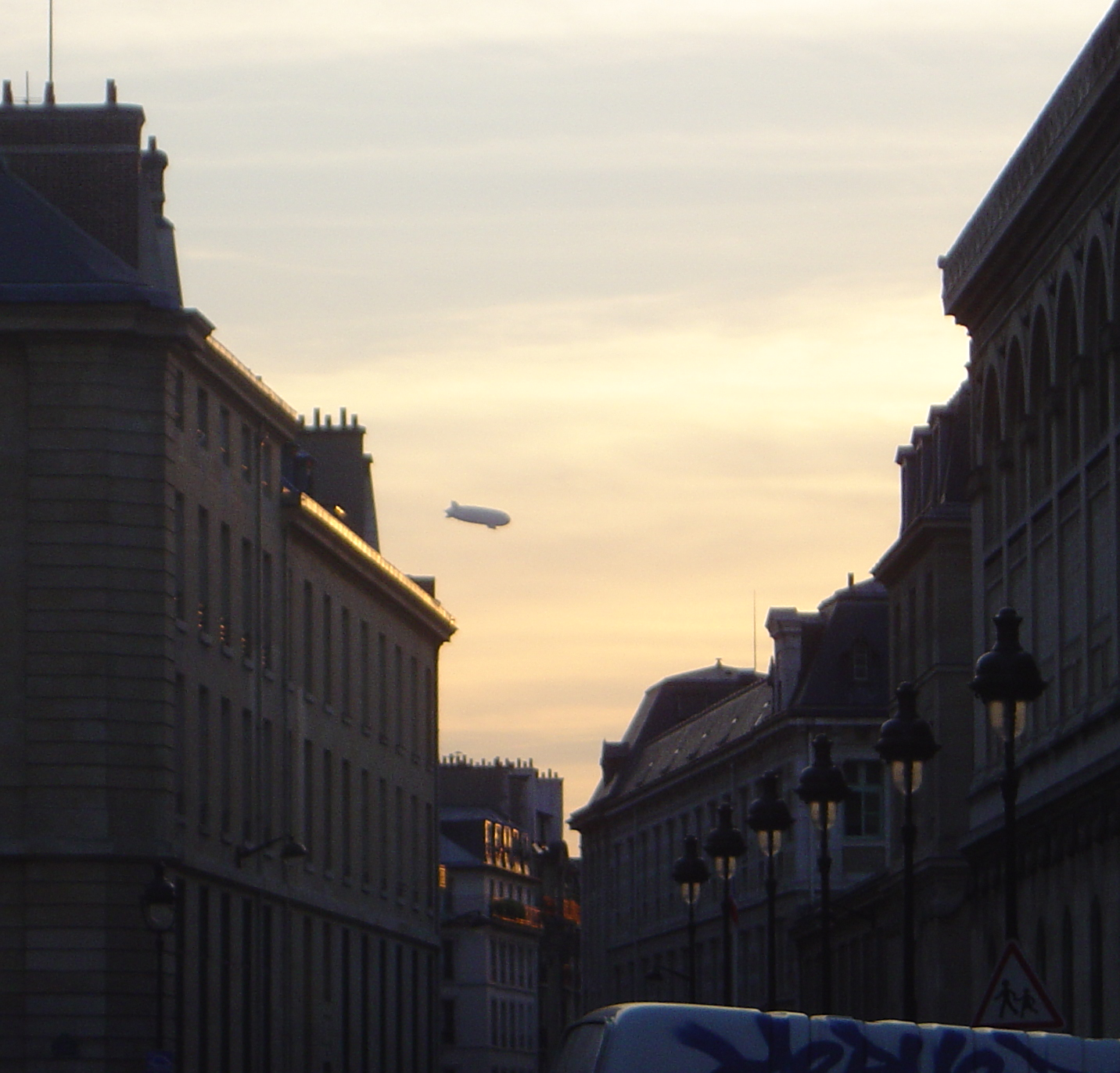
منطاد شرطة باريس للمراقبة خلال احتفالات موسيقية عام 2005